# 야사토정
야사토정(八郷町)은 이바라키현 니하리군에 있던 정이다. 2005년 10월 1일 구 이시오카시와 합병해 새로운 이시오카시가 형성되었다.

## 지리
쓰쿠바산 기슭에 위치했고 도쿄도심으로부터는 약 70km이다.

## 역사
쓰쿠바산 기슭에 위치하고 있어, 마을 지역에는 상대의 다양한 사적과 역사가 남아 있다.
상대의 유적으로는 사자즈카 고분, 숭신 천황의 첫째 아들인 도요토미 이리히코미노 오쿠츠성(豊城入彦命)의 오쿠츠성(奥津城)과 관련된 전설이 남아 있는 마루야마 고분 등이 마을 내에 존재한다. 
1884년에는 이바라키, 도치기, 후쿠시마의 급진파 자유당원들이 봉기하여 가바산(加波山)에서 농성을 벌인 가바산 사건이 일어났다. 
다이쇼 시대에는 다카하마역과 카키오카를 연결하는 가바야마 철도가 계획되어 실제로 공사가 시작되었지만, 연약 지반으로 인한 공사 난항과 부지 매입 지연, 자금난 등으로 인해 1928년 파산하여 계획이 중단되었다. 공사가 진행 중이던 궤도 부지는 현재 대부분 도로(통칭 '기찻길')로 전환되어 그 흔적만 남아있다. 공사에 사용되었던 토롯코 등 잔해의 일부는 1970년대경까지 연제천과 가와마타천 제방에 방치되어 있었으나, 현재는 철거되었다. 
- 1955년 1월 1일 - 가키오카정, 오바타촌, 고자쿠라촌, 아시호촌, 고이세촌, 가와라에촌, 소노베촌이 합병해 성립하였다.
- 2005년 10월 1일 - 이시오카시와 합병해 새로운 이시오카시가 성립해 야사토정이 폐지되었다.

### 도로
- 국도 제355호선